# (3896) Pordenone
(3896) Pordenone est un astéroïde de la ceinture principale.

## Description
(3896) Pordenone est un astéroïde de la ceinture principale. Il fut découvert le 18 novembre 1987 à Chions par Johann Martin Baur. Il présente une orbite caractérisée par un demi-grand axe de 3,01 UA, une excentricité de 0,05 et une inclinaison de 9,7° par rapport à l'écliptique.

## Compléments